# Spoorlijn Bouzonville - Dillingen
De spoorlijn Bouzonville - Dillingen is een Frans - Duitse spoorlijn in het departement Moselle en de deelstaat Saarland. Het Franse gedeelte heeft lijnnummer 176 000, het Duitse gedeelte is als spoorlijn 3212 onder beheer van DB Netze.

## Geschiedenis
Het traject werd door de Reichseisenbahnen in Elsaß-Lothringen geopend op 1 juli 1901.  

## Treindiensten
De Deutsche Bahn verzorgt het personenvervoer op dit traject met RB treinen.
| Serie | Treinsoort                      | Route                                               | Bijzonderheden |
| ----- | ------------------------------- | --------------------------------------------------- | -------------- |
| RB 77 | Regionalbahn (DB Regio Südwest) | Dillingen (Saar) – Hemmersdorf (Saar) – Niedaltdorf |                |

## Aansluitingen
In de volgende plaatsen is of was er een aansluiting op de volgende spoorlijnen:
Bouzonville
RFN 174 000, spoorlijn tussen Metz-Ville en Hargarten-Falck
Dillingen (Saar)
DB 3211, spoorlijn tussen Dillingen en Primsweiler
DB 3230, spoorlijn tussen Saarbrücken en Karthaus

## Galerij

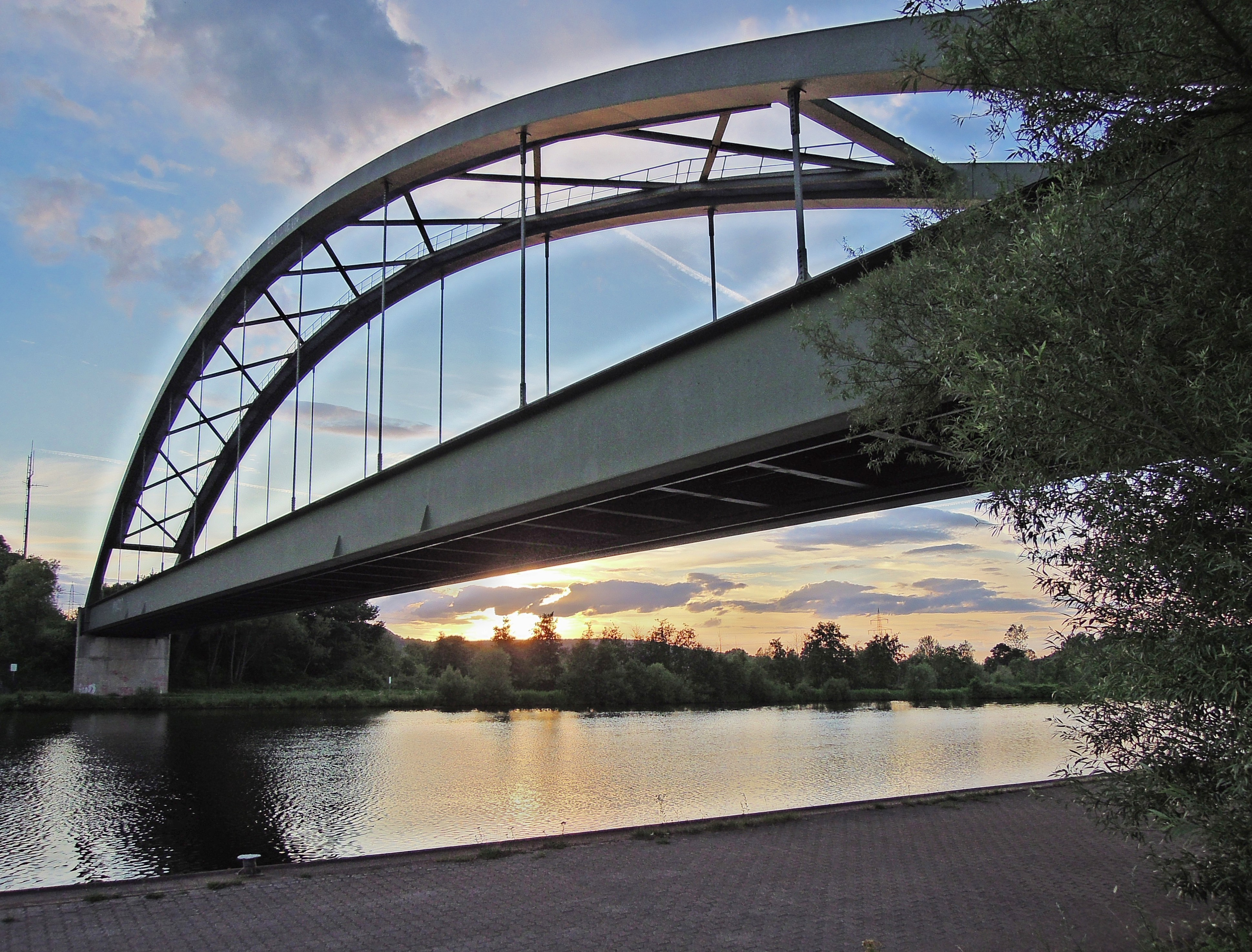
Spoorbrug over de Saar
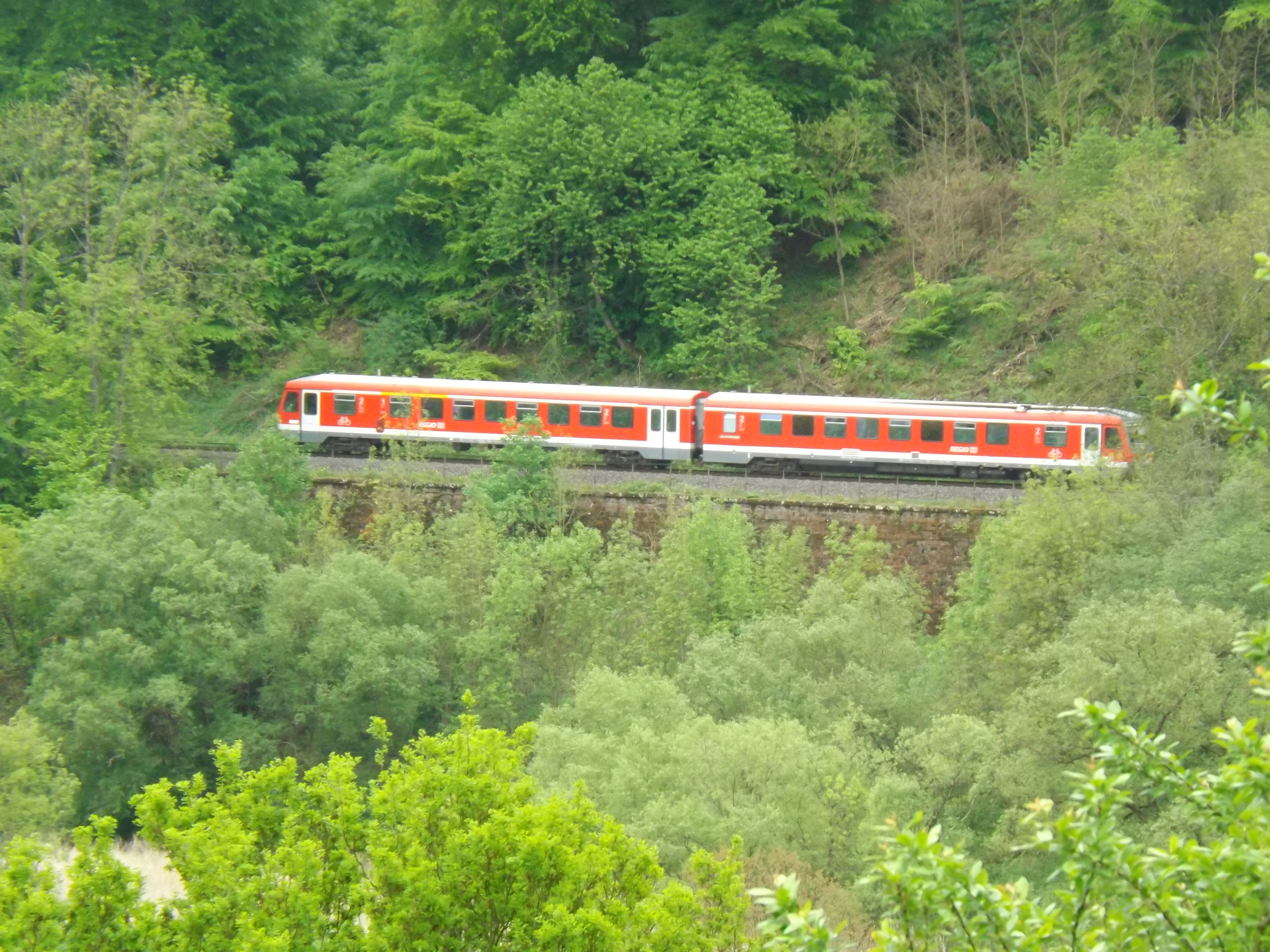
Spoorlijn tussen Siersburg en Hemmersdorf
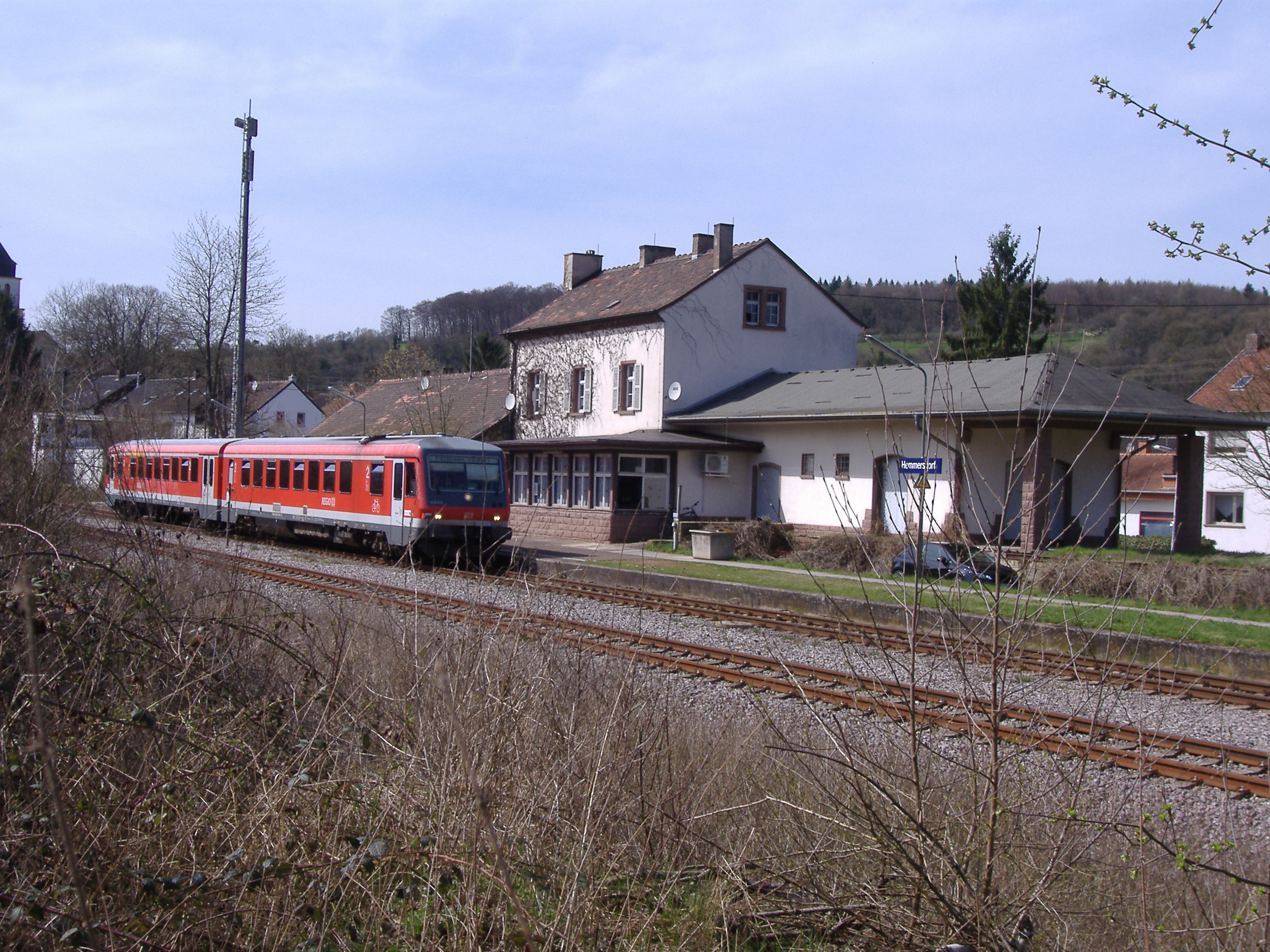
Station Hemmersdorf